# Ганибесов, Василий Петрович
Василий Петрович Ганибесов (14 января 1902 года, Миасский завод Троицкого уезда Оренбургской губернии — 27 января 1943 года, Нюрнберг, Германия) — советский писатель, журналист, член Союза писателей СССР (1934). Участник Великой Отечественной войны.

## Биография
Василий Петрович Ганибесов родился 14 января 1902 года в городе Миасский завод (ныне Миасс) в многодетной крестьянской семье. Учился в местной приходской школе. Отец, в надежде на помощь, в 1915 году устроил мальчика на работу на Златоустовскую оружейную фабрику. Там он примкнул к революционному движению, принимал участие в митингах и забастовках. В годы гражданской войны создал комсомольскую ячейку, был избран её секретарем, вёл подпольную работу, за что отсидел в тюрьме. С 1921 года работал председателем правления Челябинского губернского отдела химиков, заведовал биржей труда. Вступив в ряды ВКПб, с 1923 года служил в Баку в Красной Армии. В рядах 2-й дивизии имени Степина занимался подавлением антисоветсикого восстания в Грузии. Получил контузию, после долгого лечения был назначен политруком батареи. В дальнейшем служил комиссаром кавалерийского эскадрона, секретарем 32-го стрелкового полка в гарнизонах Вологды, Новгорода.
С 1929 года В. Ганибесов работал в Политуправлении Ленинградского военного округа, редактором окружной газеты, журнала «Залп», секретарем партячейки созданного с его участием Ленинградского отделения армейских и флотских литераторов Красной Армии и Флота (ЛОКАФ).
Отдельной книгой литературное произведение писателя было издано в 1931 году. Это была во многом автобиографическая повесть «Эскадрон комиссаров», выдержавшая в последующем несколько изданий.
После демобилизации в 1933 году В. П. Ганибесов учился в Москве на курсах марксизма-ленинизма при ЦК ВКП(б), после чего в числе двадцатипятитысячников уехал работать парторгом в Забайкалье. В 1933—1938 году был парторгом золотоприиска Шахтома в Читинской области. Там он окончил работу над романом «Старатели». В Чите были изданы его рассказы и очерки: «Разговор под самолетом», «Кошара», «Наши», «Песня Гуда». В 1934 году был принят в союз писателей СССР. С 1937 работал в отделе промышленности Читинского облисполкома.
В начале Великой Отечественной войны Ганибесов на фронте служит в должности батальонного, получает ранение под Смоленском, после его работает в армейской газете. В октябре 1941 года его часть в районе Гжатска — Вязьмы попала в окружение, Ганибесов был ранен и попал в плен. Был отправлен фашистами в Нюрнбергский концлагерь, где и погиб.
После войны, в 1948 году журнал «Октябрь» опубликовал его роман «Старатели». Отдельными изданиями роман был издан в 1950 году в Москве (1950), в 1950 и 1958 года — в Челябинске, потом в Чите (1950), Магадане (1952), Ленинграде (1963). Журнал «Звезда» в 1959 году опубликовал его повесть «Человек и ветер».

## Память
- Имя В. П. Ганибесова запечатлено на мемориальной доске погибших в годы Великой Отечественной войны писателей ленинградского Дома писателей.
- В 1982 году на доме № 52 по улице Больничной г. Миасса открыта мемориальная доска писателю.